# Cocoa Beach
Cocoa Beach – miasto w Stanach Zjednoczonych, w stanie Floryda, w hrabstwie Brevard.

## Miasta partnerskie
- Kjustendił, Bułgaria